# Nauru Pacific Line
La Nauru Pacific Line est la compagnie maritime nationale nauruane gérée par le Nauru Local Government Council.

## Histoire

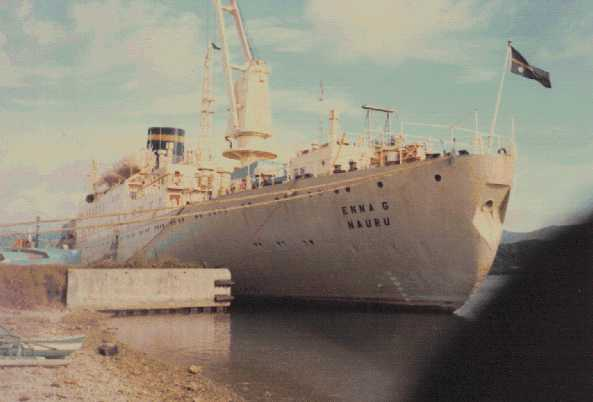
Le Enna G, bateau de la Nauru Pacific Line dans le port de Pohnpei (actuels États fédérés de Micronésie) en 1977.

La Nauru Pacific Line est fondée dans les années 1970 soit quelques années après l'indépendance du pays survenue en 1968. La situation économique de Nauru est alors florissante puisque cette minuscule République est devenue l'un des pays les plus riches au monde per capita grâce aux bénéfices de l'exploitation du phosphate. La flotte de la compagnie compte alors jusqu'à cinq navires, sa fonction principale étant d'assurer des liaisons avec l'Australie dont l'île dépend largement pour ses importations. Elle dessert également les nations voisines de Nauru et même la Nouvelle-Zélande.
La compagnie connait néanmoins une situation financière déficitaire ce qui l'oblige à être subventionnée par l'État nauruan. Cette situation devient problématique lorsque les réserves de phosphate s'épuisent, mettant l'État en situation de faillite. Mis à mal par l'arrêt des subventions et par la concurrence régionale, la Nauru Pacific Line est contrainte de vendre l'intégralité de sa flotte en 1992 et cesse ses activités.
Depuis, Nauru a établi un partenariat avec une compagnie australienne pour son approvisionnement.